# Czad na Letnich Igrzyskach Olimpijskich 2016
Czad na Letnich Igrzyskach Olimpijskich 2016 w Rio de Janeiro reprezentowało 2 zawodników. Był to 11 start reprezentacji Czadu na letnich igrzyskach olimpijskich.

## Skład reprezentacji

### Lekkoatletyka
Czad dostał zaproszenie od IAAF do wysłania 2 atletów (kobiety i mężczyzny) na Igrzyska Olimpijskie.
| Zawodnik         | Konkurencja            | Runda 1  | Runda 1 | Runda 2  | Runda 2 | Półfinał | Półfinał | Finał    | Finał   |
| Zawodnik         | Konkurencja            | Rezultat | Pozycja | Rezultat | Pozycja | Rezultat | Pozycja  | Rezultat | Pozycja |
| ---------------- | ---------------------- | -------- | ------- | -------- | ------- | -------- | -------- | -------- | ------- |
| Bachir Mahamat   | Bieg na 400 m mężczyzn | 48,59    | 48.     | —        | —       | NQ       | NQ       | NQ       | NQ      |
| Bibiro Ali Taher | Bieg na 5000 m kobiet  | DNF      | DNF     | —        | —       | —        | —        | NQ       | NQ      |